# Рубайи, Маджид
Абдул Рахман Маджид аль-Рубайи (араб. عبد الرحمن مجيد الربيعي‎;
12 августа 1939, Эн-Насирия — 20 марта 2023, Багдад) — иракский писатель
, художник, искусствовед, журналист, редактор, педагог, дипломат.

## Биография
После окончания школы учился в Институте изящных искусств в Багдаде. Окончил искусствоведческий факультет Багдадского университета. Работал редактором, преподавателем, директором иракских культурных центров в Бейруте и Тунисе.
Занимался преподаванием, журналистикой и дипломатической работой в Ливане и Тунисе. С 1983 по 1985 год служил иракским советником по прессе в Бейруте. Был членом Союза иракских писателей, объединения журналистов в Ираке и Ассоциации художников-пластиков в Ираке. Преподавал искусствоведение в школах Насирии. Больше увлекался журналистикой и писательским творчеством, чем рисованием и пластикой, которые казались ему скорее хобби.
Начал публиковаться в 1966 году в иракских и арабских газетах, выпустил свой первый сборник рассказов («Меч и корабль»), отмеченных социально-критическим пафосом. Прозе Рубайи, осмеивающей общественные пороки, присущи нарочитая усложнённость гротескно-сатирических образов, обилие аллегорий, обращение к приёму потока сознания. Редактировал колонки культуры в газетах «Аль-Анбар аль-Джадида» и «Аль-Фаджр аль-Джадид».
Как писатель испытал сильное влияние французской литературыры, в частности А. Камю.

## Избранные произведения
сборники рассказов
- «Тень в голове» (1968),
- «Лики из утомительного путешествия» (1969),
- «Глаза, затуманенные мечтой» (1974),
- «Лошади» (1977),
- «Уста» (1979)

романы
- «Клеймо» (1972),
- «Реки» (1974),
- «Луна и стены» (1976),
- «Параллели и меридианы» (1982) и др.